# Всё будет хорошо (фильм, 2022)
«Всё будет хорошо» — документально-фантастический фильм совместного производства Франции и Камбоджи, срежиссированный Ритхи Панем. Его премьера состоялась в феврале 2022 года на 72-м Берлинском кинофестивале. Картина получила специального «Серебряного медведя» за выдающееся художественное достижение.
Фильм представляет собой фантастическое документальное эссе на тему цикличности истории. Его действие происходит в будущем, где животные после столетий геноцида взяли реванш и поработили человечество. Теперь они повторяют все ужасы XX века. Название картины представляет собой отсылку к надписи на футболке Кьял Син, 19-летней бирманки, погибшей в марте 2021 года во время протестов против правления хунты.
Премьера «Всё будет хорошо» состоялась в феврале 2022 года в рамках основной программы 72-го Берлинского кинофестиваля. Фильм получил высокие оценки: в частности, российский критик Андрей Плахов отметил «зрелый анализ и уверенный почерк опытного документалиста».